# Francesca Hung
Joey Francesca Hung (Sídney, Nueva Gales del Sur, Australia 25 de abril de 1994) es una actriz, modelo y reina de belleza australiana que ganó el Miss Universo Australia 2018. Representó a Australia en el concurso Miss Universo 2018.

## Vida personal
Hung vive en Sídney, Australia. Ella es de las playas del norte de Nueva Gales del Sur, tiene un padre chino y una madre irlandesa-australiana. Ella es una modelo profesional. Ella está estudiando para obtener una Maestría en Publicaciones en la Universidad de Sídney después de completar una licenciatura en Artes y Sociología. Ella ganó el Miss Universo Australia en Melbourne, Australia el 28 de junio de 2018. Representó a Australia quedando en el top 20 del certamen de Miss Universo 2018 

## Logros
- Miss Universo Australia 2018.

## Miss Universo 2018
Francesca representó a Australia en la 67.ª edición del certamen internacional, que se llevó a cabo el 16 de diciembre de 2018, en donde compitió con alrededor de 80 candidatas de diversos países y territorios autónomos, en el Impact Arena de la ciudad de Bangkok, Tailandia, en el transcurso del certamen se colocó entre las 20 finalistas del concurso.